# Liste der Nummer-eins-Hits in Belgien (1996)
Dies ist eine Liste der Nummer-eins-Hits in Belgien im Jahr 1996. Für die niederländischsprachigen Landesteile (Flandern) und die französischsprachigen Landesteile (Wallonie) werden getrennte Charts ermittelt. Veröffentlicht werden die Charts von Ultratop, das auf Initiative der Belgian Entertainment Association (BEA), der Vereinigung der Musik-, Film- und Spieleindustrie des Landes, entstanden ist.

## Flandern

### Singles
| ← 1995 ← | Liste der Nummer-eins-Hits in Belgien (Flandern) | Liste der Nummer-eins-Hits in Belgien (Flandern) | Liste der Nummer-eins-Hits in Belgien (Flandern) | 1997 →                    |
| \| Zeitraum \| Wo. ges. \| Interpret \| Titel Autor(en) \| Zusätzliche Informationen \| \| (Zeitraum, Wochen auf Platz eins, Interpret, Titel, Autor[en], zusätzliche Informationen) \| \| \| \| \| \| ----------------------------------------------------------------------------------------- \| -------- \| ------------------------------- \| --------------------------------------------------------------------------------------------------------------------------------------------------------------------------------- \| ------------------------- \| \| 16. Dezember 1995 – 5. Januar 1996 3 Wochen (insgesamt 4) \| 4 \| Coolio feat. L. V. \| Gangsta’s Paradise Stevie Wonder, Artis L. Ivey Jr., Douglas B. Rasheed, Larry James Sanders \| – \| \| 6. Januar 1996 – 16. Februar 1996 6 Wochen \| 6 \| Double Vision \| Knockin’ Carol Mc Closkey, Pedro Cerveró \| – \| \| 17. Februar 1996 – 1. März 1996 2 Wochen \| 2 \| Babylon Zoo \| Spaceman Jasbinder Singh Mann \| – \| \| 2. März 1996 – 10. Mai 1996 10 Wochen \| 10 \| Andrea Bocelli \| Con te partirò Musik: Francesco Sartori; Text: Lucio Quarantotto \| – \| \| 11. Mai 1996 – 17. Mai 1996 1 Woche \| 1 \| Joan Osborne \| One of Us Eric M. Bazilian \| – \| \| 18. Mai 1996 – 14. Juni 1996 4 Wochen \| 4 \| 2 Fabiola \| Lift U Up Olivier Jean-Jacques Adams, Patrick Jean-Marie Claesen \| – \| \| 15. Juni 1996 – 26. Juli 1996 6 Wochen \| 6 \| Los del Río \| Macarena Antonio Romero Monge, Rafael Ruiz Perdigones \| – \| \| 27. Juli 1996 – 20. September 1996 8 Wochen \| 8 \| The Fugees \| Killing Me Softly Musik: Charles Fox; Text: Norman Gimbel \| – \| \| 21. September 1996 – 25. Oktober 1996 5 Wochen \| 5 \| Spice Girls \| Wannabe Matthew Paul Rowbottom, Richard Frederick Stannard, Melanie Janine Brown, Victoria Caroline Beckham, Geraldine Estelle Halliwell, Emma Lee Bunton, Melanie Jayne Chisholm \| – \| \| 26. Oktober 1996 – 8. November 1996 2 Wochen \| 2 \| Rob de Nijs \| Banger hart Musik: Ellert J. M. Driessen; Text: Belinda Meuldijk \| – \| \| 9. November 1996 – 13. Dezember 1996 5 Wochen \| 5 \| Céline Dion \| It’s All Coming Back to Me Now Jim Steinman \| – \| \| 14. Dezember 1996 – 10. Januar 1997 4 Wochen \| 4 \| Robert Miles feat. Maria Nayler \| One & One Marie Claire d’Ubaldo, Billy Steinberg, Richard W. Nowels Jr. \| – \| |                                                  |                                                  | |                           |
| ← 1995 |                                                  |                                                  | | → 1997 →                  |
| Zeitraum | Wo. ges.                                         | Interpret                                        | Titel Autor(en) | Zusätzliche Informationen |
| (Zeitraum, Wochen auf Platz eins, Interpret, Titel, Autor[en], zusätzliche Informationen) |                                                  |                                                  | |                           |
| 16. Dezember 1995 – 5. Januar 1996 3 Wochen (insgesamt 4) | 4                                                | Coolio feat. L. V.                               | Gangsta’s Paradise Stevie Wonder, Artis L. Ivey Jr., Douglas B. Rasheed, Larry James Sanders                                                                                      | –                         |
| 6. Januar 1996 – 16. Februar 1996 6 Wochen | 6                                                | Double Vision                                    | Knockin’ Carol Mc Closkey, Pedro Cerveró | –                         |
| 17. Februar 1996 – 1. März 1996 2 Wochen | 2                                                | Babylon Zoo                                      | Spaceman Jasbinder Singh Mann | –                         |
| 2. März 1996 – 10. Mai 1996 10 Wochen | 10                                               | Andrea Bocelli                                   | Con te partirò Musik: Francesco Sartori; Text: Lucio Quarantotto | –                         |
| 11. Mai 1996 – 17. Mai 1996 1 Woche | 1                                                | Joan Osborne                                     | One of Us Eric M. Bazilian | –                         |
| 18. Mai 1996 – 14. Juni 1996 4 Wochen | 4                                                | 2 Fabiola                                        | Lift U Up Olivier Jean-Jacques Adams, Patrick Jean-Marie Claesen | –                         |
| 15. Juni 1996 – 26. Juli 1996 6 Wochen | 6                                                | Los del Río                                      | Macarena Antonio Romero Monge, Rafael Ruiz Perdigones | –                         |
| 27. Juli 1996 – 20. September 1996 8 Wochen | 8                                                | The Fugees                                       | Killing Me Softly Musik: Charles Fox; Text: Norman Gimbel | –                         |
| 21. September 1996 – 25. Oktober 1996 5 Wochen | 5                                                | Spice Girls                                      | Wannabe Matthew Paul Rowbottom, Richard Frederick Stannard, Melanie Janine Brown, Victoria Caroline Beckham, Geraldine Estelle Halliwell, Emma Lee Bunton, Melanie Jayne Chisholm | –                         |
| 26. Oktober 1996 – 8. November 1996 2 Wochen | 2                                                | Rob de Nijs                                      | Banger hart Musik: Ellert J. M. Driessen; Text: Belinda Meuldijk | –                         |
| 9. November 1996 – 13. Dezember 1996 5 Wochen | 5                                                | Céline Dion                                      | It’s All Coming Back to Me Now Jim Steinman | –                         |
| 14. Dezember 1996 – 10. Januar 1997 4 Wochen | 4                                                | Robert Miles feat. Maria Nayler                  | One & One Marie Claire d’Ubaldo, Billy Steinberg, Richard W. Nowels Jr. | –                         |

### Alben
| ← 1995 ← | Liste der Nummer-eins-Hits in Belgien (Flandern) | Liste der Nummer-eins-Hits in Belgien (Flandern) | Liste der Nummer-eins-Hits in Belgien (Flandern) | 1997 →                    |
| \| Zeitraum \| Wo. ges. \| Interpret \| Titel \| Zusätzliche Informationen \| \| (Zeitraum, Wochen auf Platz eins, Interpret, Titel, zusätzliche Informationen) \| \| \| \| \| \| ------------------------------------------------------------------------------ \| -------- \| ----------------- \| ---------------------------- \| ------------------------- \| \| 2. Dezember 1995 – 16. Februar 1996 11 Wochen \| 11 \| Helmut Lotti \| Helmut Lotti Goes Classic \| – \| \| 17. Februar 1996 – 31. Mai 1996 15 Wochen \| 15 \| Andrea Bocelli \| Bocelli \| – \| \| 1. Juni 1996 – 21. Juni 1996 3 Wochen \| 3 \| Eros Ramazzotti \| Dove c’è musica \| – \| \| 22. Juni 1996 – 19. Juli 1996 4 Wochen \| 4 \| Metallica \| Load \| – \| \| 20. Juli 1996 – 26. Juli 1996 1 Woche \| 1 \| Samson & Gert \| Samson & Gert 6 \| – \| \| 27. Juli 1996 – 2. August 1996 1 Woche (insgesamt 4) \| 4 \| The Fugees \| The Score \| – \| \| 3. August 1996 – 9. August 1996 1 Woche (insgesamt 5) \| 5 \| Alanis Morissette \| Jagged Little Pill \| – \| \| 10. August 1996 – 30. August 1996 3 Wochen (insgesamt 4) \| 4 \| The Fugees \| The Score \| – \| \| 31. August 1996 – 27. September 1996 4 Wochen (insgesamt 5) \| 5 \| Alanis Morissette \| Jagged Little Pill \| – \| \| 28. September 1996 – 4. Oktober 1996 1 Woche \| 1 \| R.E.M. \| New Adventures in Hi-Fi \| – \| \| 5. Oktober 1996 – 15. November 1996 6 Wochen \| 6 \| Clouseau \| Adrenaline \| – \| \| 16. November 1996 – 22. November 1996 1 Woche \| 1 \| Get Ready! \| Get Ready! \| – \| \| 23. November 1996 – 14. Februar 1997 12 Wochen (insgesamt 23) \| 23 \| Helmut Lotti \| Helmut Lotti Goes Classic II \| – \| |                                                  |                                                  |                                                  |                           |
| ← 1995 |                                                  |                                                  |                                                  | → 1997 →                  |
| Zeitraum | Wo. ges.                                         | Interpret                                        | Titel                                            | Zusätzliche Informationen |
| (Zeitraum, Wochen auf Platz eins, Interpret, Titel, zusätzliche Informationen) |                                                  |                                                  |                                                  |                           |
| 2. Dezember 1995 – 16. Februar 1996 11 Wochen | 11                                               | Helmut Lotti                                     | Helmut Lotti Goes Classic                        | –                         |
| 17. Februar 1996 – 31. Mai 1996 15 Wochen | 15                                               | Andrea Bocelli                                   | Bocelli                                          | –                         |
| 1. Juni 1996 – 21. Juni 1996 3 Wochen | 3                                                | Eros Ramazzotti                                  | Dove c’è musica                                  | –                         |
| 22. Juni 1996 – 19. Juli 1996 4 Wochen | 4                                                | Metallica                                        | Load                                             | –                         |
| 20. Juli 1996 – 26. Juli 1996 1 Woche | 1                                                | Samson & Gert                                    | Samson & Gert 6                                  | –                         |
| 27. Juli 1996 – 2. August 1996 1 Woche (insgesamt 4) | 4                                                | The Fugees                                       | The Score                                        | –                         |
| 3. August 1996 – 9. August 1996 1 Woche (insgesamt 5) | 5                                                | Alanis Morissette                                | Jagged Little Pill                               | –                         |
| 10. August 1996 – 30. August 1996 3 Wochen (insgesamt 4) | 4                                                | The Fugees                                       | The Score                                        | –                         |
| 31. August 1996 – 27. September 1996 4 Wochen (insgesamt 5) | 5                                                | Alanis Morissette                                | Jagged Little Pill                               | –                         |
| 28. September 1996 – 4. Oktober 1996 1 Woche | 1                                                | R.E.M.                                           | New Adventures in Hi-Fi                          | –                         |
| 5. Oktober 1996 – 15. November 1996 6 Wochen | 6                                                | Clouseau                                         | Adrenaline                                       | –                         |
| 16. November 1996 – 22. November 1996 1 Woche | 1                                                | Get Ready!                                       | Get Ready!                                       | –                         |
| 23. November 1996 – 14. Februar 1997 12 Wochen (insgesamt 23) | 23                                               | Helmut Lotti                                     | Helmut Lotti Goes Classic II                     | –                         |

## Jahreshitparaden
| ← 1995 | Singlehits des Jahres in den belgischen Charts (Flandern) | Singlehits des Jahres in den belgischen Charts (Flandern) | Singlehits des Jahres in den belgischen Charts (Flandern) | 1997 → |

| Platz | Platz | Interpret      | Interpret      | Titel Autor(en)                                                                 |
| ----- | ----- | -------------- | -------------- | ------------------------------------------------------------------------------- |
| 1     | 1     | Andrea Bocelli | Andrea Bocelli | Con te partiró Musik: Francesco Sartori; Text: Lucio Quarantotto                |
| 2     | 2     | The Fugees     | The Fugees     | Killing Me Softly Musik: Charles Fox; Text: Norman Gimbel                       |
| 3     | 3     | Los del Río    | Los del Río    | Macarena Antonio Romero Monge, Rafael Ruiz Perdigones                           |
| 4     | 4     | Robert Miles   | Robert Miles   | Children Roberto Concina                                                        |
| 5     | 5     | Babylon Zoo    | Babylon Zoo    | Spaceman Jasbinder Singh Mann                                                   |
| 6     | 6     | Paradisio      | Paradisio      | Bailando Musik: Patrick Samoy; Text: Patrick Samoy, Maria Isabel García Asensio |
| 7     | 7     | Rob de Nijs    | Rob de Nijs    | Banger hart Musik: Ellert J. M. Driessen; Text: Belinda Meuldijk                |
| 8     | 8     | Joan Osborne   | Joan Osborne   | One of Us Eric M. Bazilian                                                      |
| 9     | 9     | 2 Fabiola      | 2 Fabiola      | Lift U Up Olivier Jean-Jacques Adams, Patrick Jean-Marie Claesen                |
| 10    | 10    | Double Vision  | Double Vision  | Knockin’ Carol Mc Closkey, Pedro Cerveró                                        |

| ← 1995 |  |  |  | 1997 → |

## Wallonien

### Singles
| ← 1995 ← | Liste der Nummer-eins-Hits in Belgien (Wallonie) | Liste der Nummer-eins-Hits in Belgien (Wallonie) | Liste der Nummer-eins-Hits in Belgien (Wallonie) | 1997 →                    |
| \| Zeitraum \| Wo. ges. \| Interpret \| Titel Autor(en) \| Zusätzliche Informationen \| \| (Zeitraum, Wochen auf Platz eins, Interpret, Titel, Autor[en], zusätzliche Informationen) \| \| \| \| \| \| ----------------------------------------------------------------------------------------- \| -------- \| ------------------ \| --------------------------------------------------------------------------------------------------------------------------------------------------------------------------------- \| ------------------------- \| \| 2. Dezember 1995 – 8. März 1996 14 Wochen \| 14 \| Coolio feat. L. V. \| Gangsta’s Paradise Stevie Wonder, Artis L. Ivey Jr., Douglas B. Rasheed, Larry James Sanders \| – \| \| 9. März 1996 – 22. März 1996 2 Wochen \| 2 \| Babylon Zoo \| Spaceman Jasbinder Singh Mann \| – \| \| 23. März 1996 – 19. April 1996 4 Wochen \| 4 \| Robert Miles \| Children Roberto Concina \| – \| \| 20. April 1996 – 7. Juni 1996 7 Wochen \| 7 \| Boris \| Soirée disco Benoit Claude Philippe Marissal, Philippe Denis Dhont, Michael de San Antonio, Bruno Romain Van Garsse \| – \| \| 8. Juni 1996 – 12. Juli 1996 5 Wochen \| 5 \| Andrea Bocelli \| Con te partirò Musik: Francesco Sartori; Text: Lucio Quarantotto \| – \| \| 13. Juli 1996 – 9. August 1996 4 Wochen \| 4 \| Los del Río \| Macarena Antonio Romero Monge, Rafael Ruiz Perdigones \| – \| \| 10. August 1996 – 4. Oktober 1996 8 Wochen \| 8 \| The Fugees \| Killing Me Softly Musik: Charles Fox; Text: Norman Gimbel \| – \| \| 5. Oktober 1996 – 25. Oktober 1996 3 Wochen \| 3 \| Spice Girls \| Wannabe Matthew Paul Rowbottom, Richard Frederick Stannard, Melanie Janine Brown, Victoria Caroline Beckham, Geraldine Estelle Halliwell, Emma Lee Bunton, Melanie Jayne Chisholm \| – \| \| 26. Oktober 1996 – 6. Dezember 1996 6 Wochen \| 6 \| Khaled \| Aïcha Musik: Jean-Jacques Goldman; Text: Jean-Jacques Goldman, Khaled Hadj Brahim \| – \| \| 7. Dezember 1996 – 14. Februar 1997 10 Wochen \| 10 \| Gala \| Freed from Desire Maurizio Molella, Filippo Andrea Carmeni, Gala Rizzatto \| – \| |                                                  |                                                  | |                           |
| ← 1995 |                                                  |                                                  | | → 1997 →                  |
| Zeitraum | Wo. ges.                                         | Interpret                                        | Titel Autor(en) | Zusätzliche Informationen |
| (Zeitraum, Wochen auf Platz eins, Interpret, Titel, Autor[en], zusätzliche Informationen) |                                                  |                                                  | |                           |
| 2. Dezember 1995 – 8. März 1996 14 Wochen | 14                                               | Coolio feat. L. V.                               | Gangsta’s Paradise Stevie Wonder, Artis L. Ivey Jr., Douglas B. Rasheed, Larry James Sanders                                                                                      | –                         |
| 9. März 1996 – 22. März 1996 2 Wochen | 2                                                | Babylon Zoo                                      | Spaceman Jasbinder Singh Mann | –                         |
| 23. März 1996 – 19. April 1996 4 Wochen | 4                                                | Robert Miles                                     | Children Roberto Concina | –                         |
| 20. April 1996 – 7. Juni 1996 7 Wochen | 7                                                | Boris                                            | Soirée disco Benoit Claude Philippe Marissal, Philippe Denis Dhont, Michael de San Antonio, Bruno Romain Van Garsse                                                               | –                         |
| 8. Juni 1996 – 12. Juli 1996 5 Wochen | 5                                                | Andrea Bocelli                                   | Con te partirò Musik: Francesco Sartori; Text: Lucio Quarantotto | –                         |
| 13. Juli 1996 – 9. August 1996 4 Wochen | 4                                                | Los del Río                                      | Macarena Antonio Romero Monge, Rafael Ruiz Perdigones | –                         |
| 10. August 1996 – 4. Oktober 1996 8 Wochen | 8                                                | The Fugees                                       | Killing Me Softly Musik: Charles Fox; Text: Norman Gimbel | –                         |
| 5. Oktober 1996 – 25. Oktober 1996 3 Wochen | 3                                                | Spice Girls                                      | Wannabe Matthew Paul Rowbottom, Richard Frederick Stannard, Melanie Janine Brown, Victoria Caroline Beckham, Geraldine Estelle Halliwell, Emma Lee Bunton, Melanie Jayne Chisholm | –                         |
| 26. Oktober 1996 – 6. Dezember 1996 6 Wochen | 6                                                | Khaled                                           | Aïcha Musik: Jean-Jacques Goldman; Text: Jean-Jacques Goldman, Khaled Hadj Brahim                                                                                                 | –                         |
| 7. Dezember 1996 – 14. Februar 1997 10 Wochen | 10                                               | Gala                                             | Freed from Desire Maurizio Molella, Filippo Andrea Carmeni, Gala Rizzatto | –                         |

### Alben
| ← 1995 ← | Liste der Nummer-eins-Hits in Belgien (Wallonie) | Liste der Nummer-eins-Hits in Belgien (Wallonie) | Liste der Nummer-eins-Hits in Belgien (Wallonie) | 1997 →                    |
| \| Zeitraum \| Wo. ges. \| Interpret \| Titel \| Zusätzliche Informationen \| \| (Zeitraum, Wochen auf Platz eins, Interpret, Titel, zusätzliche Informationen) \| \| \| \| \| \| ------------------------------------------------------------------------------ \| -------- \| -------------------- \| ---------------------------- \| ------------------------- \| \| 14. Oktober 1995 – 16. Februar 1996 18 Wochen (insgesamt 37) \| 37 \| Céline Dion \| D’eux \| – \| \| 17. Februar 1996 – 23. Februar 1996 1 Woche \| 1 \| Daniel Balavoine \| Balavoine \| – \| \| 24. Februar 1996 – 1. März 1996 1 Woche (insgesamt 37) \| 37 \| Céline Dion \| D’eux \| – \| \| 2. März 1996 – 29. März 1996 4 Wochen \| 4 \| Florent Pagny \| Bienvenue chez moi \| – \| \| 30. März 1996 – 24. Mai 1996 8 Wochen \| 8 \| Céline Dion \| Falling into You \| – \| \| 25. Mai 1996 – 31. Mai 1996 1 Woche \| 1 \| The Cranberries \| To the Faithful Departed \| – \| \| 1. Juni 1996 – 14. Juni 1996 2 Wochen \| 2 \| Eros Ramazzotti \| Dove c’è musica \| – \| \| 15. Juni 1996 – 26. Juli 1996 6 Wochen \| 6 \| Andrea Bocelli \| Bocelli \| – \| \| 27. Juli 1996 – 13. September 1996 7 Wochen \| 7 \| The Fugees \| The Score \| – \| \| 14. September 1996 – 1. November 1996 7 Wochen (insgesamt 9) \| 9 \| Jean-Jacques Goldman \| Singulier 81/89 \| – \| \| 2. November 1996 – 8. November 1996 1 Woche \| 1 \| Simply Red \| Greatest Hits \| – \| \| 9. November 1996 – 15. November 1996 1 Woche (insgesamt 9) \| 9 \| Jean-Jacques Goldman \| Singulier 81/89 \| – \| \| 16. November 1996 – 29. November 1996 2 Wochen (insgesamt 4) \| 4 \| Céline Dion \| Live à Paris \| – \| \| 30. November 1996 – 6. Dezember 1996 1 Woche (insgesamt 9) \| 9 \| Jean-Jacques Goldman \| Singulier 81/89 \| – \| \| 7. Dezember 1996 – 13. Dezember 1996 1 Woche (insgesamt 14) \| 14 \| Helmut Lotti \| Helmut Lotti Goes Classic II \| – \| \| 14. Dezember 1996 – 27. Dezember 1996 2 Wochen (insgesamt 4) \| 4 \| Céline Dion \| Live à Paris \| – \| \| 28. Dezember 1996 – 21. Februar 1997 8 Wochen (insgesamt 14) \| 14 \| Helmut Lotti \| Helmut Lotti Goes Classic II \| – \| |                                                  |                                                  |                                                  |                           |
| ← 1995 |                                                  |                                                  |                                                  | → 1997 →                  |
| Zeitraum | Wo. ges.                                         | Interpret                                        | Titel                                            | Zusätzliche Informationen |
| (Zeitraum, Wochen auf Platz eins, Interpret, Titel, zusätzliche Informationen) |                                                  |                                                  |                                                  |                           |
| 14. Oktober 1995 – 16. Februar 1996 18 Wochen (insgesamt 37) | 37                                               | Céline Dion                                      | D’eux                                            | –                         |
| 17. Februar 1996 – 23. Februar 1996 1 Woche | 1                                                | Daniel Balavoine                                 | Balavoine                                        | –                         |
| 24. Februar 1996 – 1. März 1996 1 Woche (insgesamt 37) | 37                                               | Céline Dion                                      | D’eux                                            | –                         |
| 2. März 1996 – 29. März 1996 4 Wochen | 4                                                | Florent Pagny                                    | Bienvenue chez moi                               | –                         |
| 30. März 1996 – 24. Mai 1996 8 Wochen | 8                                                | Céline Dion                                      | Falling into You                                 | –                         |
| 25. Mai 1996 – 31. Mai 1996 1 Woche | 1                                                | The Cranberries                                  | To the Faithful Departed                         | –                         |
| 1. Juni 1996 – 14. Juni 1996 2 Wochen | 2                                                | Eros Ramazzotti                                  | Dove c’è musica                                  | –                         |
| 15. Juni 1996 – 26. Juli 1996 6 Wochen | 6                                                | Andrea Bocelli                                   | Bocelli                                          | –                         |
| 27. Juli 1996 – 13. September 1996 7 Wochen | 7                                                | The Fugees                                       | The Score                                        | –                         |
| 14. September 1996 – 1. November 1996 7 Wochen (insgesamt 9) | 9                                                | Jean-Jacques Goldman                             | Singulier 81/89                                  | –                         |
| 2. November 1996 – 8. November 1996 1 Woche | 1                                                | Simply Red                                       | Greatest Hits                                    | –                         |
| 9. November 1996 – 15. November 1996 1 Woche (insgesamt 9) | 9                                                | Jean-Jacques Goldman                             | Singulier 81/89                                  | –                         |
| 16. November 1996 – 29. November 1996 2 Wochen (insgesamt 4) | 4                                                | Céline Dion                                      | Live à Paris                                     | –                         |
| 30. November 1996 – 6. Dezember 1996 1 Woche (insgesamt 9) | 9                                                | Jean-Jacques Goldman                             | Singulier 81/89                                  | –                         |
| 7. Dezember 1996 – 13. Dezember 1996 1 Woche (insgesamt 14) | 14                                               | Helmut Lotti                                     | Helmut Lotti Goes Classic II                     | –                         |
| 14. Dezember 1996 – 27. Dezember 1996 2 Wochen (insgesamt 4) | 4                                                | Céline Dion                                      | Live à Paris                                     | –                         |
| 28. Dezember 1996 – 21. Februar 1997 8 Wochen (insgesamt 14) | 14                                               | Helmut Lotti                                     | Helmut Lotti Goes Classic II                     | –                         |

## Jahreshitparaden
| ← 1995 | Singlehits des Jahres in den belgischen Charts (Wallonie) | Singlehits des Jahres in den belgischen Charts (Wallonie) | Singlehits des Jahres in den belgischen Charts (Wallonie) | 1997 → |

| Platz | Platz | Interpret          | Interpret          | Titel Autor(en) |
| ----- | ----- | ------------------ | ------------------ | --- |
| 1     | 1     | The Fugees         | The Fugees         | Killing Me Softly Musik: Charles Fox; Text: Norman Gimbel                                                                                         |
| 2     | 2     | Andrea Bocelli     | Andrea Bocelli     | Con te partiró Musik: Francesco Sartori; Text: Lucio Quarantotto                                                                                  |
| 3     | 3     | Gala               | Gala               | Freed from Desire Maurizio Molella, Filippo Andrea Carmeni, Gala Rizzatto                                                                         |
| 4     | 4     | Boris              | Boris              | Soirée disco Benoit Claude Philippe Marissal, Philippe Denis Dhont, Michael de San Antonio, Bruno Romain Van Garsse                               |
| 5     | 5     | Los del Río        | Los del Río        | Macarena Antonio Romero Monge, Rafael Ruiz Perdigones                                                                                             |
| 6     | 6     | Robert Miles       | Robert Miles       | Children Roberto Concina |
| 7     | 7     | Khaled             | Khaled             | Aïcha Musik: Jean-Jacques Goldman; Text: Jean-Jacques Goldman, Khaled Hadj Brahim                                                                 |
| 8     | 8     | Coolio feat. L. V. | Coolio feat. L. V. | Gangsta’s Paradise Stevie Wonder, Artis L. Ivey Jr., Douglas B. Rasheed, Larry James Sanders                                                      |
| 9     | 9     | Ophélie Winter     | Ophélie Winter     | Dieu m’a donné la foi Musik: Gérard Sauveur Nakache, Marc David Nakache, Nicolas Neidhart; Text: Alain Freddy Nakache, Michael Israel Kleerekoper |
| 10    | 10    | Carrapicho         | Carrapicho         | Tic, tic tac Braulino Lima |

| ← 1995 |  |  |  | 1997 → |